# Bongará (província)
Bongará é uma província do Peru localizada na região de  Amazonas. Sua capital é a cidade de Jumbilla.
Bongará faz divisa ao norte com a Província de Condorcanqui e com o departamento Loreto, a leste com o departamento San Martín,  ao sul com a Província de Chachapoyas e a oeste com as províncias de Utcubamba e Luya.

## Distritos da província
- Chisquilla
- Churuja
- Corasha
- Cuispes
- Florida
- Jazan
- Jumbilla
- Recta
- San Carlos
- Shipasbamba
- Valera
- Yambrasbamba